# ВЕС Сетана
ВЕС Сетана — перша та станом на 2017-й рік єдина японська офшорна вітроелектростанція, введена в експлуатацію у 2004 році в порту Сетана (західне узбережжя острова Хоккайдо, яке омивається Японським морем).
Станція складається із двох турбін данської компанії Vestas типу V47/660 з одиничною потужністю 0,66 МВт та діаметром ротора 47 метрів. Їх розмістили в районі з глибиною моря 3 метри, за кількасот метрів від берега, але в межах огородженої акваторії порту.
Станція належить місцевому муніципалітету.